# Vassilii Vladimirov
Vasilij Sergeevič Vladimirov (en russe : Василий Сергеевич Владимиров, en anglais Vasilii Sergeevich Vladimirov ; né le 9 janvier 1923 dans le gouvernement de Saint-Pétersbourg ; mort le  3 novembre 2012 à Moscou ) est un mathématicien russe.
Docteur en sciences physiques et mathématiques (1959), membre titulaire de l'Académie des sciences de l'URSS (1970, depuis 1991 - RAS), Héros du travail socialiste (1983), lauréat du prix Staline (1953) et du prix d'État de l'URSS (1987). Il est expert en mathématiques computationnelles, en  théorie quantique des champs, en théorie des fonctions analytiques de plusieurs variables complexes et en équations de la physique mathématique.

## Biographie
Vladimirov est né non loin du lac Ladoga dans le village reculé de Dyaglevo, district de Novoladozhsky de la région de Léningrad, dans une famille de paysans pauvres ; il a obtenu son diplôme à l'Université de Léningrad en 1948. La même année, il commence à travailler à l'Institut de mathématiques Steklov. En 1959, il termine son habilitation (doctorat russe) avec Boris Alekseevich Venkov. Parmi ses professeurs à Leningrad il y avait également Leonid Kantorovitch et Nikolaï Bogolioubov, qui a dirigé son doctorat en 1953. Vladimirov est ensuite professeur à l'Université de Leningrad et à l'Institut Steklov de Leningrad. Il a également été professeur à l'université Lomonossov de Moscou. En 1988, il devient directeur de l'Institut Steklov de Moscou.

## Recherche
Vladimirov a travaillé sur des fonctions analytiques de plusieurs variables complexes avec des applications en théorie quantique des champs, fonctions plurisousharmoniques, théorie du transport, méthode de Monte Carlo, théorie géométrie des nombres, théorie des distributions, application des nombres p-adiques en physique mathématique, théorèmes de Tauber multidimensionnels.

## Prix et distinctions
Vladimirov a eu de nombreux prix, dont une douzaine de médailles liées à la Seconde Guerre mondiale, comme la médaille pour la victoire sur l'Allemagne dans la Grande Guerre patriotique de 1941-1945, médaille pour la Défense de Léningrad.
En 1953, il a reçu le prix Staline et en 1987 le prix de l'État soviétique. En 1971, il a reçu la médaille d'or Lyapunov et en 1999 la médaille d'or Bogolyubov. En 1970, il devient membre de l'Académie soviétique des sciences. Il était également membre de l'Académie serbe des sciences et des arts et, depuis 1985, membre correspondant de l'Académie des sciences de Saxe. En 1970, il est conférencier plénier au Congrès international des mathématiciens de Nice (Analytic functions of several complex variables and axiomatic quantum field theory).

## Publications (sélection)
- Methods of the theory of generalized functions, Londres, Taylor & Francis, coll. « Analytical Methods and Special Functions » (no 6), 2002, xiv+311 (ISBN 0-415-27356-0, zbMATH 1078.46029)
- avec I. Volovich et E. Zelenov (éditeurs), p-adic analysis and mathematical physics, Singapour, World Scientific, coll. « Series on Soviet and East European Mathematics » (no 1), 1994, xviii+319 (ISBN 978-981-02-0880-6, zbMATH 0812.46076)
- Methods of the Theory of Functions of Several Complex Variables  (trad. Scripta Technica, préf. N. N. Bogolyubov), MIT Press, 1966, 353 p. (ISBN 9780262220095, présentation en ligne)
- Les fonctions de plusieurs variables complexes et leur application à la théorie quantique des champs, Dunod, 1967, xv+338 (zbMATH 0148.31802)
- avec Yu. N. Drozhzhinov et Boris Zav’yalov, Tauberian theorems for generalized functions, Dordrecht, Kluwer Academic Publishers, coll. « Mathematics and Its Applications (Soviet Series) » (no 10), 1988, xv + 293 (zbMATH 0636.40003)